# Мадави ар-Рашид
Мадави ар-Рашид (араб. مضاوي الرشيد‎; род. октябрь 1962) — британский профессор социальной антропологии. Ар-Рашид занимала должность на кафедре теологии и религиоведения Королевского колледжа Лондона, а также была приглашённым профессором в Центре Ближнего Востока Лондонской школы экономики и политических наук. Периодически она читает лекции в США, Европе и на Ближнем Востоке. Мадави ар-Рашид — внучка Мухаммеда ибн Талаля ар-Рашида, последнего принца эмирата Джебель-Шаммар. Она является автором несколько книг и статей в академических журналах, посвящённых Аравийскому полуострову, арабской миграции, глобализации, гендерному и религиозному транснационализму. С 2016 года она является приглашенным профессором-исследователем Института Ближнего Востока при Национальном университете Сингапура. Она довольно активно ведёт свой блог в Твиттере.

## Биография
Мадави ар-Рашид родилась в Париже. Её отец — саудовец, принадлежащий к династии эмиров Аль Рашид, а мать — ливанка. Вскоре после её рождения семья переехала в Саудовскую Аравию, где Мадави и выросла.
В 1975 году король Саудовской Аравии Фейсал был убит своим племянником Фейсалом ибн Мусаидом. Мать ибн Мусаида была сестрой отца Мадави ар-Рашид, а саудовское правительство обвинило семью Аль Рашид в причастности к этому убийству. Дальнейшее расследование показало, что это не соответствовало действительности, но в 1975 году её семья переехала в Ливан, где в 1981 году ар‐Рашид получила степень бакалавра. Затем она начала изучать антропологию и социологию в Американском университете Бейрута.
В 1982 году Израиль вторгся на территорию Ливана. Ар-Рашид была вынуждена вновь сменить место жительства не по своей воле, отправившись в Великобританию, сначала в Солфордский университет, а затем в Кембриджский университет, где она получила докторскую степень с Эрнестом Геллнером в качестве своего научного руководителя.
В 2005 году, после выступления на телеканале Аль-Джазира с критикой саудовского правительства, Мухаммед ибн Салман, в то время губернатор провинции Эр-Рияд, позвонил её отцу, заявив, что её саудовское гражданство было отозвано в наказание за её появление на телевидении.

## Некоторые публикации

### Книги
- 2018 Al-Rasheed. M. Salman’s Legacy: The Dilemmas of a New Era in Saudi Arabia, Издательство Оксфордского университета
- 2015 Al-Rasheed, M. Muted Modernists: The Struggle over Divine Politics in Saudi Arabia, Издательство Оксфордского университета
- 2013 Al-Rasheed, M. A Most Masculine State: Gender, Politics and Religion in Saudi Arabia, Кембридж: Издательство Кембриджского университета
- 2010 Al-Rasheed, M. A History of Saudi Arabia, Second Edition, Cambridge: Cambridge University Press
- 2007 Al-Rasheed, M. Contesting the Saudi State: Islamic Voices from a New Generation, Cambridge: Cambridge University Press
- 2005 Al-Rasheed, M. Mazaq Al-islah fi al-Saudiyyah fi al-Qarn al-Wahid wa al-Ishrin, London: al-Saqi
- 2002 Al-Rasheed, M. A History of Saudi Arabia, Cambridge: Cambridge University Press. Also in Arabic, Spanish and Polish.
- 1998 Al-Rasheed, M. Iraqi Assyrian Christians in London: the Construction of Ethnicity, New York: Edwin Mellen Press
- 1991 Al-Rasheed M. Politics in an Arabian Oasis: the Rashidi Tribal Dynasty, London: I.B. Tauris

### Книги в соавторстве и в качестве редактора
- 2012 Al-Rasheed, M. Kersten, C. and Shterin, M. (eds,) Demystifying the Caliphate: Historical Memory and Contemporary Contexts, London: Hurst and Co.
- 2009 Al-Rasheed, M. & M. Shterin. (eds.) Dying for Faith: Religiously Motivated Violence in the Contemporary World, London: I.B. Tauris.
- 2008 Al-Rasheed, M. (ed.) Kingdom without Borders: Saudi Political, Religious and Media Expansion, London: Hurst and Co.
- 2005 Al-Rasheed, M. (ed.) Transnational Connections and the Arab Gulf, London: Routledge.
- 2004 Al-Rasheed, M. & R Vitalis (eds.) Counter-Narratives: History, Contemporary Society and Politics in Saudi Arabia and Yemen, New York, Palgrave